# Kintzing Prichette
Kintzing Prichette (* 24. Juni 1800 in Philadelphia, Pennsylvania; † 12. April 1869) war ein US-amerikanischer Politiker und im Jahr 1850 kurzzeitig Territorialgouverneur im Oregon-Territorium.

## Lebenslauf
Über Kintzing Prichette ist nicht viel bekannt. Er wurde im Jahr 1800 in Philadelphia geboren und war nach einigen Quellen der letzte Staatssekretär im Michigan-Territorium, obwohl er in vielen Quellen über dieses Territorium nicht einmal erwähnt wird. Im Jahr 1849 wurde er von Präsident James K. Polk zum Staatssekretär im Oregon-Territorium ernannt. Nach dem Rücktritt des Territorialgouverneurs Joseph Lane musste er die Zeit bis zur Ankunft des neuen Territorialgouverneurs John Pollard Gaines überbrücken. Prichette war zwischen dem 9. April 1849 und dem 18. September 1850 Staatssekretär in Oregon. Bei der Verhandlung gegen die indianischen Angeklagten des Whitman-Massakers übernahm Prichette die erfolglose Verteidigung der Angeklagten. Über Prichette ist heute kaum noch etwas bekannt. Es gibt kaum Fakten über ihn. Nach seiner Zeit in Oregon war er möglicherweise auf den Fidschi-Inseln tätig.